# Gonatodes fuscus
Espèce
Synonymes
- Stenodactylus fuscus Hallowell, 1855
- Gonatodes albogularis fuscus (Hallowell, 1855)

Gonatodes fuscus est une espèce de geckos de la famille des Sphaerodactylidae.

## Répartition
Cette espèce se rencontre au Nicaragua, au Costa Rica et à Cuba.
Elle a été introduite en Floride aux États-Unis.

## Publication originale
- Hallowell, 1855 : Contributions to South American Herpetology. Journal of the Academy of Natural Sciences of Philadelphia, sér. 2, vol. 3, p. 33-36 (texte intégral).